# Caterina Vasa
Caterina Vasa (Stoccolma, 6 giugno 1539 – Berum, 21 dicembre 1610) è stata contessa consorte della Frisia Orientale dal 1559 al 1599, come moglie di Edzardo II.

## Biografia
Era figlia di Gustavo I di Svezia e della seconda moglie Margherita Leijonhufvud.
Durante la sua infanzia, lei, così come i suoi fratelli, erano principalmente sotto la cura della madre, della fidata infermiera della regina, Brigitta Lars Andersson, della cugina di sua madre Margareta e di Ingrid Amundsdotter. Dopo la morte di sua madre nel 1551, lei e i suoi fratelli furono affidati alle cure di Christina Gyllenstierna e poi delle sue zie Brita e Marta Leijonhufvud prima delle nozze di suo padre con Caterina Stenbock. 

## Matrimonio
Nel 1556, lei e le sue sorelle ricevettero una dote di 100.000 daler, i loro ritratti furono dipinti e le loro qualità personali descritte in latino dal poeta di corte Henricus Mollerus e furono presentate sul mercato matrimoniale. Lo stesso anno, suo padre presentò Edzardo di Ostfriesland con un trattato commerciale e un'alleanza matrimoniale. Fu scelto Ostfriesland in quanto Ostfriesland controllava il porto di Emden, rivale di Lubecca e un trattato poteva rompere il dominio della lega anseatica in Svezia. Nel 1557, il trattato di scambio fu completato, e nel 1558 Edzard visitò la Svezia per incontrare Caterina e sua sorella Cecilia e ne scelse una per completare il contratto di matrimonio.
Edzardo scelse Caterina ma le trattative matrimoniali furono molto lunghe perché Ostfriesland temeva che il matrimonio potesse portare alla Svezia troppo potere. Nel contratto di matrimonio del 12 agosto 1558, a Caterina fu assicurata Berum e Norden come sue terre e la carica di Reggente se a Edzard dovesse succedere un figlio minorenne.
Il matrimonio venne celebrato a Stoccolma il 1 ottobre 1559. A novembre, Caterina ed Edzard partirono per Ostfriesland. Durante il loro viaggio attraverso la Svezia, furono accompagnati da sua sorella Cecilia e dal fratello di Edzard, Giovanni. Durante il soggiorno a Vadstena, esplose un grande scandalo. Venne scoperto che Cecilia e il fratello dello sposo avevano avuto una relazione clandestina. L'amante però si rifiutò di sposare la principessa e per questo venne imprigionato e Caterina ed Edzardo furono posti di guardia nel castello di Västerås. Caterina fece da mediatrice per la liberazione di Giovanni, che Cecilia fosse trattata con indulgenza e che gli fosse dato il permesso di andarsene. Le complicazioni, la sua stessa gravidanza e la morte di suo padre nel 1560 causarono il ritardo della loro partenza fino al 1561.
Diede alla luce dieci figli:
- Margherita (22 novembre 1560-8 settembre 1588)
- Anna (26 giugno 1562-21 aprile 1621)
- Enno III della Frisia orientale (30 settembre 1563-19 agosto 1625)
- Giovanni III (1566-29 settembre 1625)
- Cristoforo (1569-1636)
- Edzardo (1571-1572)
- Elisabetta (1572-1573)
- Sofia (5 giugno 1574-20 marzo 1630)
- Carlo Ottone (1577-28 febbraio 1603)
- Maria (1 maggio 1582-9 luglio 1616), sposò Giulio Ernesto di Brunswick-Lüneburg, ebbero due figli

### Contessa di Ostfriesland
Caterina arrivò nell'Ostfriesland nell'aprile del 1561. Come contessa di Ostfriesland, Caterina prese parte attiva alla politica e agli affari di stato. Sosteneva Edzardo nel suo conflitto con suo fratello Giovanni per il dominio dell'Ostfriesland, mentre Giovanni aveva il sostegno di sua madre Anna. Il conflitto aveva anche una dimensione religiosa, poiché Edzardo e Caterina erano luterani, mentre Giovanni e Anna erano calvinisti. Lavorò per assicurarsi una nuova successione che sostenesse attivamente il luteranesimo prima del calvinismo.
Nel 1578, Giovanni era d'accordo sul fatto che il figlio di Caterina dovesse essere il suo erede, ma questo non pose fine alla lotta. Caterina ha sfruttato appieno i suoi legami familiari per la sua politica e ha chiesto ai suoi fratelli di intervenire a suo sfavore, mentre lei stessa ha usato le sue connessioni in cambio: ha aiutato Carlo con la sua attività di esportazione e importazione, ha fornito le navi per la flotta svedese in guerra contro la Russia, e assistito nei negoziati per i matrimoni per Carlo ed Elisabetta. È nota per aver protestato contro il matrimonio di suo fratello Giovanni III con Gunilla Bielke nel 1585. Nel 1591, Edzardo divenne unico reggente, ma nel 1594, la rivoluzione Emden esplose. Caterina chiese l'assistenza di suo fratello Carlo, che in quell'occasione le consigliò di mostrare tolleranza religiosa e espresse la sua sorpresa sul fatto che fosse sempre Caterina che gestiva le trattative degli affari di stato piuttosto che Edzardo.

## Vedovanza
Dopo la morte di Edzardo nel 1599, Caterina visse al Castello Berum e ha preso il controllo sulle sue proprietà di Norden, Pewsum, Woquard Loquard, Campen e Neeuwarden. Queste terre le erano state date solo come terre in caso di vedovanza, ma Caterina prese il controllo su di loro come un governante autonomo: rifiutò di riconoscere suo figlio Enno III e il suo diritto di riscuotere le tasse e di esercitare autorità nei suoi feudi e si dichiarò un vassallo direttamente sotto l'imperatore. Ciò causò un conflitto con suo figlio che rimase irrisolto fino alla sua morte.
Caterina era considerata la persona più vicina a suo padre tra i suoi fratelli. È descritta come una persona intelligente e istruita con un interesse per la letteratura e la teologia. Era una convinta luterana, visitò Wittenberg per studiare teologia, scrisse interpretazioni della Bibbia, scrisse un'ode a Edzardo al suo funerale e fu anch'essa dedicata a un'opera da un teologo luterano.

## Ascendenza
|                               |                                   |                                  | Genitori                     |  |  | Nonni |  |  | Bisnonni                 |  |  | Trisnonni            |  |
|                               |                                   |                                  |                              |  |  |       |  |  | Johan Kristiernsson Vasa |  |  | Krister Nilsson Vasa |  |
|                               |                                   |                                  |                              |  |  |       |  |  | Johan Kristiernsson Vasa |  |  | Krister Nilsson Vasa |  |
|                               |                                   | Margareta Eriksdotter Krummedige |                              |  |  |       |  |  | Johan Kristiernsson Vasa |  |  |                      |  |
| Erik Johansson Vasa           |                                   |                                  |                              |  |  |       |  |  | Johan Kristiernsson Vasa |  |  |                      |  |
|                               |                                   | Birgitta Gustavsdotter Sture     | Gustav Anundsson Sture       |  |  |       |  |  |                          |  |  |                      |  |
|                               |                                   | Birgitta Gustavsdotter Sture     | Gustav Anundsson Sture       |  |  |       |  |  |                          |  |  |                      |  |
|                               |                                   | Birgitta Gustavsdotter Sture     | Birgitta Stensdotter Bielke  |  |  |       |  |  |                          |  |  |                      |  |
| Gustavo I di Svezia           |                                   | Birgitta Gustavsdotter Sture     |                              |  |  |       |  |  |                          |  |  |                      |  |
|                               |                                   | Måns Karlsson Eka                | Karl Magnusson Eka           |  |  |       |  |  |                          |  |  |                      |  |
|                               |                                   | Måns Karlsson Eka                | Karl Magnusson Eka           |  |  |       |  |  |                          |  |  |                      |  |
|                               |                                   | Måns Karlsson Eka                | Birgitta Arentsdotter Pinnow |  |  |       |  |  |                          |  |  |                      |  |
| Cecilia Månsdotter Eka        |                                   | Måns Karlsson Eka                |                              |  |  |       |  |  |                          |  |  |                      |  |
|                               |                                   | Sigrid Eskilsdotter Banér        | Eskil Isaksson Banér         |  |  |       |  |  |                          |  |  |                      |  |
|                               |                                   | Sigrid Eskilsdotter Banér        | Eskil Isaksson Banér         |  |  |       |  |  |                          |  |  |                      |  |
|                               |                                   | Sigrid Eskilsdotter Banér        | Cecilia Haraldsdotter Gren   |  |  |       |  |  |                          |  |  |                      |  |
| Caterina Vasa                 |                                   | Sigrid Eskilsdotter Banér        |                              |  |  |       |  |  |                          |  |  |                      |  |
|                               | Abraham Kristiernsson Leijonhuvud | Kristien Leijonhuvud             |                              |  |  |       |  |  |                          |  |  |                      |  |
|                               | Abraham Kristiernsson Leijonhuvud | Kristien Leijonhuvud             |                              |  |  |       |  |  |                          |  |  |                      |  |
|                               | Abraham Kristiernsson Leijonhuvud | …                                |                              |  |  |       |  |  |                          |  |  |                      |  |
| Erik Abrahamsson Leijonhufvud | Abraham Kristiernsson Leijonhuvud |                                  |                              |  |  |       |  |  |                          |  |  |                      |  |
|                               |                                   | Birgitta Månsdotter Natt och Dag | Måns Natt och Dag            |  |  |       |  |  |                          |  |  |                      |  |
|                               |                                   | Birgitta Månsdotter Natt och Dag | Måns Natt och Dag            |  |  |       |  |  |                          |  |  |                      |  |
|                               |                                   | Birgitta Månsdotter Natt och Dag | …                            |  |  |       |  |  |                          |  |  |                      |  |
| Margherita Leijonhufvud       |                                   | Birgitta Månsdotter Natt och Dag |                              |  |  |       |  |  |                          |  |  |                      |  |
|                               |                                   | Erik Karlsson Vasa               | Karl Vasa                    |  |  |       |  |  |                          |  |  |                      |  |
|                               |                                   | Erik Karlsson Vasa               | Karl Vasa                    |  |  |       |  |  |                          |  |  |                      |  |
|                               |                                   | Erik Karlsson Vasa               | …                            |  |  |       |  |  |                          |  |  |                      |  |
| Ebba Eriksdotter Vasa         |                                   | Erik Karlsson Vasa               |                              |  |  |       |  |  |                          |  |  |                      |  |
|                               |                                   | Anna Karlsdotter Vinstorpa       | Karl Vinstorpa               |  |  |       |  |  |                          |  |  |                      |  |
|                               |                                   | Anna Karlsdotter Vinstorpa       | Karl Vinstorpa               |  |  |       |  |  |                          |  |  |                      |  |
|                               |                                   | Anna Karlsdotter Vinstorpa       | …                            |  |  |       |  |  |                          |  |  |                      |  |
|                               |                                   | Anna Karlsdotter Vinstorpa       |                              |  |  |       |  |  |                          |  |  |                      |  |